# أوغوستا هال
أوغوستا هال (بالإنجليزية: Augusta Hall) (و. 1802 – 1896 م) هي صحفية من المملكة المتحدة لبريطانيا العظمى وأيرلندا، وويلز، توفيت عن عمر يناهز 94 عاماً.